# 3321 Dasha
3321 Dasha este un asteroid din centura principală, descoperit pe 3 octombrie 1975, de Liudmila Cernîh.